# Луков Леонід Давидович
Леонід Давидович Лу́ков (нар. 2 травня 1909, Маріуполь — пом. 24 квітня 1963, Ленінград) — радянський кінорежисер, сценарист. Чоловік актриси Віри Шершньової.

## Біографічні відомості
Народився 19 квітня [2 травня] 1909 року у місті Маріуполі (тепер Донецька область, Україна). 1928 року закінчив робфак, працював кореспондентом газет Донбасу «Наша правда», «Кочегарка», «Комсомолець України».
Впродовж 1930–1941 років працював режисером Київської кіностудії художніх фільмів; у 1941–1943 роках — у Ташкентській кіностудії, з 1943 року — на Центральній кіностудії дитячих та юнацьких фільмів імені Максима Горькогов в Москві. Член ВКП(б) з 1941 року.
Помер в Ленінграді 24 квітня 1963 року. Похований в Москві на Новодівочому кладовищі (ділянка 8, ряд 28).

## Творчість

### Фільмографія
Роботу в кіно розпочав у 1927 році сценарієм фільму «Іванко та „Месник“», потім створив в Україні кілька документальних стрічок.
Режисер-постановник:
- 1930: «Накип» / Накипь
- 1931: «Батьківщина моя, комсомол»
- 1931: «Італійка» / Итальянка
- 1931: «Корінці комуни» / Корешки коммуны
- 1932: «Ешелон №…» / Эшелон №…
- 1934: «Молодість» / Молодость
- 1936: «Я люблю» / Я люблю
- 1938: «Директор»/ Директор
- 1939: «Велике життя» / Большая жизнь
- 1942: «Олександр Пархоменко» / Александр Пархоменко
- 1943: «Два бійці» / Два бойца
- 1945: «Це було в Донбасі» / Это было в Донбассе
- 1946: «Велике життя. 2 серія» / Большая жизнь. Вторая серия
- 1947: «Рядовий Олександр Матросов» / Рядовой Александр Матросов
- 1950: «Донецькі шахтарі» / Донецкие шахтёры
- 1954: «Про це не можна забувати» /Об этом забывать нельзя
- 1958: «Різні долі» / Разные судьбы
- 1958: «Олеко Дундич» / Олеко Дундич
- 1961: «Два життя» / Две жизни
- 1964: «Вірте мені, люди» / Верьте мне, люди

### Фестивалі
- 1951: МКФ у Карлових Варах — Премія праці (1950 «Донецькі шахтарі»)
- 1955: МКФ у Венеції — участь в основний програмі (1955 «До нового березі»)[2]

## Відзнаки
- Заслужений діяч мистецтв Узбецької РСР з 1942 року;
- Сталінські премії:
  - 1941 — II ступеня (за фільм «Велике життя», 1 серія, знятий у 1939 році);
  - 1952 — II ступеня (за фільм «Донецькі шахтарі» знятий у 1950 році);
- Народний артист РРФСР з 1957 року.
- Нагороджений орденом Леніна за фільм «Два бійці».